# Sonja Mellink
Sophia Maria „Sonja“ Mellink (* 17. April 1969 in Enschede, verheiratete Sonja Wåland) ist eine niederländische Badmintonspielerin, die später in Norwegen startete. 

## Karriere
Sonja Mellink gewann 1988 die Norwegian International. 1992 erkämpfte sie sich Bronze bei den Europameisterschaften. 1995 wurde sie niederländische Meisterin, 2014 norwegische.

## Sportliche Erfolge
| Saison | Veranstaltung                                   | Disziplin   | Platz | Name                             |
| ------ | ----------------------------------------------- | ----------- | ----- | -------------------------------- |
| 1986   | Niederlande: Einzelmeisterschaften der Junioren | Damendoppel | 1     | Sonja Mellink / Cindy Scholtz    |
| 1986   | Luxembourg International                        | Damendoppel | 1     | Sonja Mellink / Cindy Scholtz    |
| 1986   | Luxembourg International                        | Mixed       | 1     | Michel Bauduin / Sonja Mellink   |
| 1987   | German Juniors                                  | Mixed       | 1     | Randy Trieling / Sonja Mellink   |
| 1987   | German Juniors                                  | Damendoppel | 1     | Maaike de Boer / Sonja Mellink   |
| 1987   | Niederlande: Einzelmeisterschaften der Junioren | Mixed       | 1     | Randy Trieling / Sonja Mellink   |
| 1987   | Niederlande: Einzelmeisterschaften der Junioren | Damendoppel | 1     | Sonja Mellink / Maaike de Boer   |
| 1987   | Junioren-Europameisterschaft                    | Mixed       | 3     | Randy Trieling / Sonja Mellink   |
| 1988   | Norwegian International                         | Damendoppel | 1     | Sonja Mellink / Daniella Oei     |
| 1989   | Amor International                              | Mixed       | 1     | Randy Trieling / Sonja Mellink   |
| 1990   | Amor International                              | Mixed       | 1     | Ron Michels / Sonja Mellink      |
| 1992   | Amor International                              | Mixed       | 1     | Ron Michels / Sonja Mellink      |
| 1992   | Swiss Open                                      | Damendoppel | 3     | Sonja Mellink / Monique Hoogland |
| 1992   | Europameisterschaft                             | Mixed       | 3     | Ron Michels / Sonja Mellink      |
| 1995   | Niederlande: Einzelmeisterschaften              | Mixed       | 1     | Ron Michels / Sonja Mellink      |
| 2014   | Norwegen: Einzelmeisterschaften                 | Damendoppel | 1     | Helene Abusdal / Sonja Wåland    |